# Laurence Olivier Award al miglior nuovo musical
Il Laurence Olivier Award al miglior musical (Laurence Olivier Award for Best New Musical) è un premio consegnato dalla Society of London Theatre al miglior nuovo musical della stagione. 
Il premio si chiamava Society of West End Theatre Award fino al 1984, quando fu cambiato in onore del celebre attore Laurence Olivier.

## Vincitori e candidati

### Anni 1970
- 1976

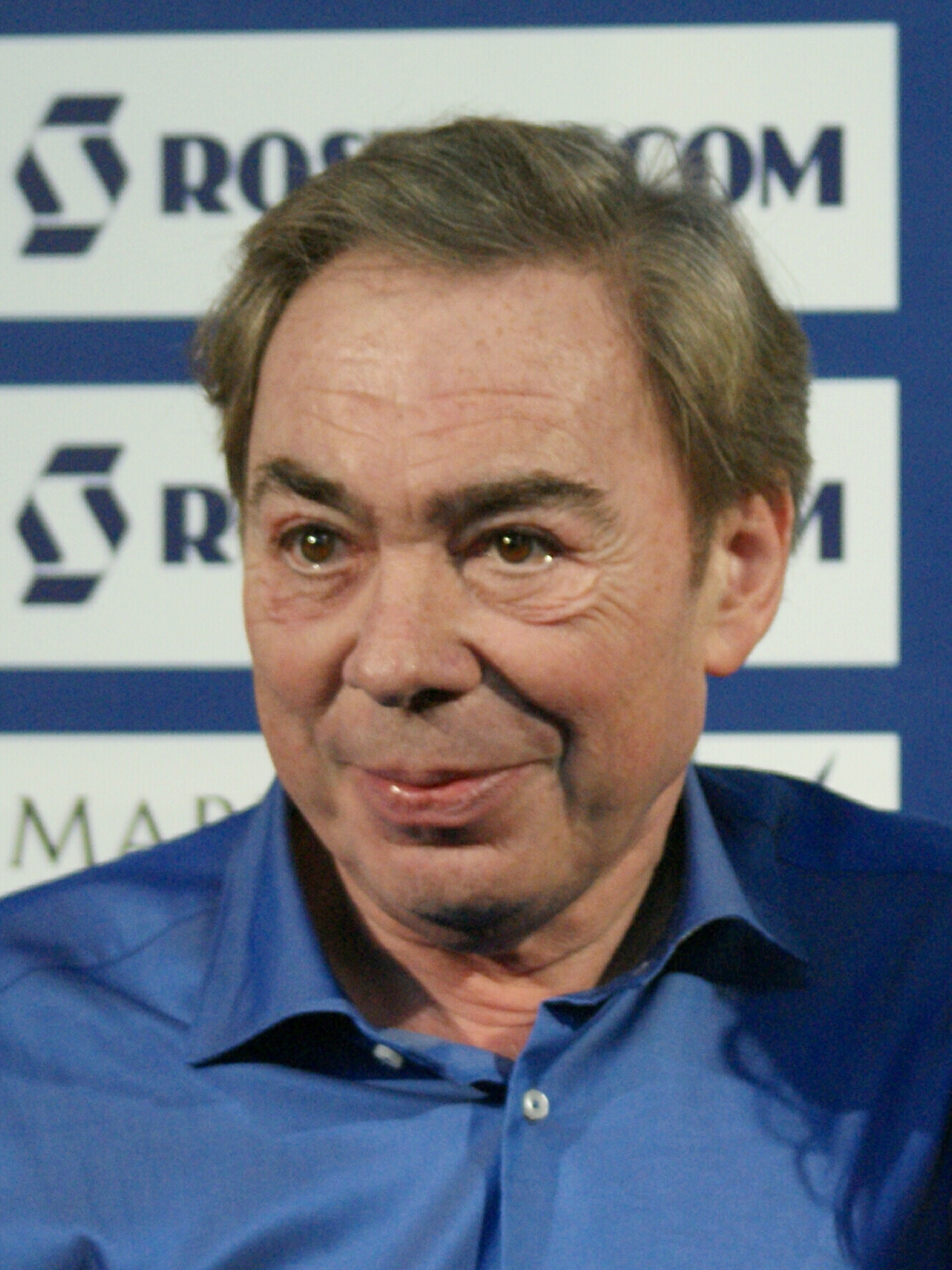
Il compositore britannico Andrew Lloyd Webber ha vinto 3 premi in questa categoria.

  - A Chorus Line – libretto di James Kirkwood e Nicholas Dante, musiche di Marvin Hamlisch, testi di Edward Kleban
  - Ipi Tombi – libretto e musiche di Bertah Egnos, testi di Gail Lakier
  - Side by Side by Sondheim – libretto di Ned Sherrin, musiche di AA.VV., testi di Stephen Sondheim
  - Very Good Eddie – libretto di Philip Bartholomae e Guy Bolton, musiche di Jerome Kern, testi di Schuyler Green e Herbert Reynolds
- 1977
  - The Comedy of Errors – libretto di Trevor Nunn, musiche di Guy Woolfenden, testi di Trevor Nunn
  - Bubbling Brown Sugar – libretto di Loften Mitchell, musiche e testi di Eubie Blake
  - I Love My Wife – libretto di Michael Stewart, musiche di Cy Coleman, testi di Michael Stewart
  - Something's Afoot – libretto, musiche e testi di James MacDonald, Davis Vos e Robert Gerlach
- 1978
  - Evita – libretto e testi di Tim Rice, musiche di Andrew Lloyd Webber
  - Annie – libretto di Thomas Meehan, musiche di Charles Strouse, testi di Martin Charnin
  - Elvis – libretto di Jack Good e Ray Cooney, musiche e testi di AA.VV.
- 1979
  - Songbook – libretto e testi di Monty Norman e Julian More, musiche di Monty Norman
  - Ain't Misbehavin' – libretto di Murray Horwitz e Richard Maltby, musiche di Fats Waller, testi di AA.VV.
  - Bar Mitzvah Boy – libretto di Jack Rosenthal, musiche di Jules Styne, testi di Don Black
  - Chicago – libretto di Fred Ebb e Bob Fosse, musiche di John Kander, testi di Fred Ebb

### Anni 1980
- 1980

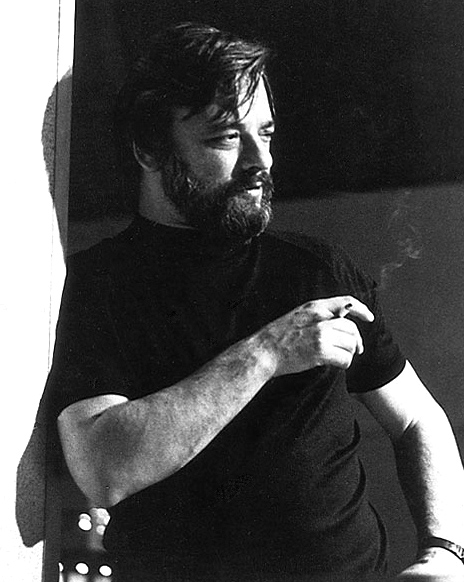
Il compositore statunitense Stephen Sondheim ha vinto 5 volte in questa categoria.

  - Sweeney Todd – libretto di Hugh Wheeler, musiche e testi di Stephen Sondheim
  - They're Playing Our Song – libretto di Neil Simon, musiche di Marvin Hamlisch, testi di Carole Bayer Sager
  - Tom Foolery – libretto di Cameron Mackintosh, musiche e testi di Tom Lehrer
  - On the Twentieth Century – libretto di Betty Comden e Adolph Green, musiche di Cy Coleman, testi di Betty Comden e Adolph Green
- 1981
  - Cats – libretto di Trevor Nunn, musiche di Andrew Lloyd Webber, testi di T. S. Eliot
  - Barnum – libretto di Mark Bramble, musiche di Cy Coleman, testi di Michael Stewart
  - One Mo' Time – libretto di Vernon Bagneris, musiche e testi di AA.VV.
  - The Best Little Whorehouse in Texas – libretto di Larry L. King e Peter Masterson, musiche e testi di Carol Hall
- 1982
  - Poppy – libretto di Peter Nichols, musiche di Monty Norman, testi di Peter Nichols
  - Andy Capp – libretto di Trevor Peacock, musiche di Alan Price, testi di Trevor Peacock e Alan Price
  - Underneath the Arches – libretto di Patrick Garland, Brian Glanville e Roy Hudd, musiche e testi di AA.VV.
  - Windy City – libretto di Dick Vosburgh, musiche di Tony Macaulay, testi di Dick Vosburgh
- 1983
  - Blood Brothers – libretto, musiche e testi di Willy Russell
  - Bashville – libretto di Benny Green e David William, musiche di Denis King, testi di Benny Green
  - Little Shop of Horrors – libretto di Howard Ashman, musiche di Alan Menken, testi di Howard Ashman
  - Snoopy – libretto di Warren Lockhart, Arthur Whitelaw e Michael Grace, musiche di Larry Grossman, testi di Hal Hackady
- 1984
  - 42nd Street – libretto di Michael Stewart e Mark Bramble, musiche di Harry Warren, testi di Al Dubin
  - The Hired Man – libretto di Melvyn Bragg, musiche e testi di Howard Goodall
  - Pump Boys and Dinettes – libretto, musiche e testi di AA.VV.
  - Starlight Express – libretto di Trevor Nunn, musiche di Andrew Lloyd Webber, testi di Richard Stilgoe
- 1985
  - Me and My Girl – libretto di L. Arthur Rose e Douglas Furber, musiche di Noel Gay, testi di L. Arthur Rose e Douglas Furber
  - Les Misérables – libretto di Alain Boublil e Claude-Michel Schönberg, musiche di Claude-Michel Schönberg, testi di Alain Boublil e Herbert Kretzmer
- 1986
  - The Phantom of the Opera – libretto di Andrew Lloyd Webber e Richard Stilgoe, musiche di Andrew Lloyd Webber, testi di Charles Hart e Richard Stilgoe
  - Chess – libretto di Richard Nelson, musiche di Benny Andersson e Björn Ulvaeus, testi di Tim Rice e Björn Ulvaeus
  - H.M.S. Pinafore – libretto di Bill Whelan, musiche di Arthur Sullivan, testi di WS Gilbert
  - Wonderful Town – libretto di Joseph A. Fields e Jerome Chodorov, musiche di Leonard Bernstein, testi di Betty Comden e Adolph Green
- 1987
  - Follies – libretto di James Goldman, musiche e testi di Stephen Sondheim
  - Blues in the Night – libretto di Sheldon Epps, musiche e testi di AA.VV.
  - Kiss Me, Kate – libretto di Samuel and Bella Spewack, musiche e testi di Cole Porter
  - Up on the Roof – libretto di Simon Moore e Jane Prowse, musiche e testi di AA.VV.
- 1988
  - Candide – libretto di Hugh Wheeler, musiche di Leonard Bernstein, testi di Richard Wilbur e Stephen Sondheim
  - Babes in Arms – libretto di Richard Rodgers e Lorenz Hart, musiche di Richard Rodgers, testi di Lorenz Hart
  - Blood Brothers – libretto, musiche e testi di Willy Russell
  - The Wizard of Oz – libretto di John Kane, musiche di Harold Arlen e Herbert Stothart, testi di E.Y. Harburg
- 1989/90
  - Return to the Forbidden Planet – libretto, musiche e testi di Bob Carlton
  - The Baker's Wife – libretto di Joseph Stein, musiche e testi di Stephen Schwartz
  - Buddy – The Buddy Holly Story – libretto di Alan Janes, musiche e testi di AA.VV.
  - Miss Saigon – libretto di Claude-Michel Schönberg e Alain Boublil, musiche di Claude-Michel Schönberg, testi di Alain Boublil e Richard Maltby, Jr.

### Anni 1990
- 1991
  - Sunday in the Park with George – libretto di James Lapine, musiche e testi di Stephen Sondheim
  - Into the Woods – libretto di James Lapine, musiche e testi di Stephen Sondheim
- 1992
  - Carmen Jones – libretto di Oscar Hammerstein II, musiche di Bizet, testi di Oscar Hammerstein II
  - Phantom of the Opera – libretto, musiche e testi di Ken Hill
- 1993
  - Crazy for You – libretto di Ken Ludwig, musiche e testi di George e Ira Gershwin
  - Assassins – libretto di John Weidman, musiche e testi di Stephen Sondheim
  - Grand Hotel – libretto di Luther Davis, musiche e testi di Robert Wright, George Forrest e Maury Yeston
  - Kiss of the Spider Woman – libretto di Terrence McNally, musiche di John Kander, testi di Fred Ebb
- 1994
  - City of Angels – libretto di Larry Gelbart, musiche di Cy Coleman, testi di David Zippel
  - Sunset Boulevard – libretto di Don Black e Christopher Hampton, musiche di Andrew Lloyd Webber, testi di Don Black e Christopher Hampton
- 1995
  - Once on This Island – libretto di Lynn Ahrens, musiche di Stephen Flaherty, testi di Lynn Ahrens
  - Copacabana – libretto di Barry Manilow, musiche e testi di AA.VV.
  - Hot Shoe Shuffle – libretto di Larry Buttrose e Kathryn Riding, musiche e testi di AA.VV.
  - Only the Lonely, The Roy Orbison Story – libretto di Shirlie Roden e Jon Miller, musiche e testi di Keith Strachan
- 1996
  - Jolson – libretto, musiche e testi di Francis Essex e Rob Bettinson
  - Fame – libretto di José Fernandez, musiche di Steve Margoshes, testi di Jacques Levy
  - Hot Mikado – libretto di David H. Bell, musiche di Rob Bowman, testi di David H. Bell
  - Mack & Mabel – libretto di Michael Stewart, musiche e testi di Jerry Herman
- 1997 
  - Martin Guerre – libretto e testi di Claude-Michel Schönberg e Alain Boublil, musiche di Claude-Michel Schönberg
  - Nine - libretto di Arthur Kopit, musiche e testi di Maury Yeston
  - Passion – libretto di James Lapine, musiche e testi di Stephen Sondheim
- 1998
  - Beauty and the Beast – libretto di Linda Woolverton, musiche di Alan Menken, testi di Howard Ashman e Tim Rice
  - Enter the Guardsman – libretto di Scott Wentworth, musiche di Craig Bohmer, testi di Marian Adler
  - The Fix – libretto e testi di John Dempsey, musiche di Dana P. Rowe
  - Lady in the Dark – libretto di Moss Hart, musiche di Kurt Weill, testi di Ira Gershwin
- 1999
  - Kat and the Kings – libretto e testi di David Kramer, musiche di Taliep Petersen
  - Rent – libretto, musiche e testi di Jonathan Larson
  - Saturday Night Fever – libretto di AA.V.., musiche e testi di Bee Gees
  - Whistle Down the Wind – libretto di Patricia Knop, Andrew Lloyd Webber e Gale Edwards, musiche di Andrew Lloyd Webber, testi di Jim Steinman

### Anni 2000
- 2000
  - Honk! – libretto di Anthony Drewe, musiche di George Stiles, testi di Anthony Drewe
  - Mamma Mia! – libretto di Catherine Johnson, musiche e testi di Benny Andersson e Björn Ulvaeus
  - Spend Spend Spend – libretto di Steve Brown e Justin Greene, musiche di Steve Brown, testi di Steve Brown e Justin Greene
  - The Lion King – libretto di Roger Allers e Irene Mecchi, musiche di Elton John, testi di Tim Rice
- 2001
  - Merrily We Roll Along – libretto di George Furth, musiche e testi di Stephen Sondheim
  - Fosse – libretto di Richard Maltby, Jr. e Ann Reinking, musiche e testi di AA.VV.
  - The Beautiful Game – libretto di Ben Elton, musiche di Andrew Lloyd Webber, testi di Ben Elton
  - The Witches of Eastwick – libretto di John Dempsey, musiche di Dana P. Rowe, testi di John Dempsey
- 2003 
  - Our House – libretto di Tim Firth, musiche e testi di Madness
  - Bombay Dreams – libretto di Meera Syal, musiche di A. R. Rahman, testi di Don Black
  - Chitty Chitty Bang Bang – libretto di Jeremy Sams, musiche e testi di Richard M. Sherman e Robert B. Sherman
  - Taboo – libretto di Mark Davies Markham, musiche e testi di Boy George
- 2004
  - Jerry Springer – libretto, musiche e testi di Stewart Lee e Richard Thomas
  - Ragtime – libretto di Terrence McNally, musiche di Stephen Flaherty, testi di Lynn Ahrens
  - Thoroughly Modern Millie – libretto di Richard Morris e Dick Scanlan, musiche di Jeanine Tesori, testi di Dick Scanlan
- 2005
  - The Producers – libretto di Mel Brooks e Thomas Meehan, musiche e testi di Mel Brooks
  - Mary Poppins – libretto di Julian Fellowes, musiche di George Stiles, testi di Anthony Drewe
  - The Woman in White – libretto di Charlotte Jones, musiche di Andrew Lloyd Webber, testi di David Zippel
- 2006
  - Billy Elliot – libretto e testi di Lee Hall, musiche di Elton John
  - Acorn Antiques – libretto, musiche e testi di Victoria Wood
  - The Big Life – libretto di Paul Sirett, musiche e testi di Paul Joseph

- 2007
  - Caroline, or Change – libretto e testi di Tony Kushner, musiche di Jeanine Tesori
  - Avenue Q – libretto di Jeff Whitty, musiche e testi di Robert Lopez e Jeff Marx
  - Spamalot – libretto e testi di Eric Idle, musiche di John Du Prez ed Eric Idle
  - Porgy and Bess – libretto di DuBose Heyward, musiche di George Gershwin, testi di DuBose Heyward ed Ira Gershwin

- 2008 
  - Hairspray – libretto di Mark O'Donnell e Thomas Meehan, musiche di Marc Shaiman, testi di Scott Wittman e Marc Shaiman
  - The Drowsy Chaperone – libretto di Bob Martin e Don McKellar, musiche e testi di Lisa Lambert e Greg Morrison
  - The Lord of the Rings – libretto di Shaun McKenna e Matthew Warchus, musiche di A.R. Rahman, Värttinä e Christopher Nightingale, testi di Shaun McKenna e Matthew Warchus
  - Parade – libretto di Alfred Uhry, musiche e testi di Jason Robert Brown

- 2009
  - Jersey Boys – libretto di Marshall Brickman e Rick Elice, musiche di Bob Gaudio, testi di Bob Crewe
  - Zorro – libretto di Stephen Clark e Helen Edmundson, musiche di Gipsy Kings e John Cameron, testi di Stephen Clark

### Anni 2010
- 2010
  - Spring Awakening – libretto di Steven Sater, musiche di Duncan Sheik, testi di Steven Sater
  - Dreamboats and Petticoats – libretto di Laurence Marks e Maurice Gran, musiche e testi di AA.VV.
  - Priscilla, Queen of the Desert – libretto di Stephan Elliott e Allan Scott, musiche e testi di AA.VV.
  - Sister Act – libretto di Cheri e Bill Steinkellner, musiche di Alan Menken, testi di Glenn Slater
- 2011
  - Legally Blonde – libretto di Heather Hach, musiche e testi di Laurence O'Keefe e Nell Benjamin
  - Fela! – libretto di Bill T. Jones and Jim Lewis, musiche e testi di Fela Kuti
  - Love Never Dies – libretto di Andrew Lloyd Webber e Ben Elton, musiche di Andrew Lloyd Webber, testi di Glenn Slater
  - Love Story – libretto di Stephen Clark, musiche di Howard Goodall, testi di Stephen Clark e Howard Goodall
- 2012[1]
  - Matilda – libretto di Dennis Kelly, musiche e testi di Tim Minchin
  - Betty Blue Eyes – libretto di Ron Cowen e Daniel Lipman, musiche di George Stiles, testi di Anthony Drewe
  - Ghost – libretto di Bruce Joel Rubin, musiche di Dave Stewart e Glen Ballard, testi di Dave Stewart, Glen Ballard e Bruce Joel Rubin
  - London Road – libretto di Alecky Blythe, musiche di Adam Cork, testi di Alecky Blythe e Adam Cork
  - Shrek – libretto di David Lindsay-Abaire, musiche di Jeanine Tesori, testi di David Lindsay-Abaire

- 2013[2]
  - Top Hat – libretto di Matthew White e Howard Jacques, musiche e testi di Irving Berlin
  - Loserville – libretto, musiche e testi di James Bourne e Elliot Davis
  - Soul Sister – libretto di John Miller e Pete Brooks, musiche e testi di AA.VV.
  - The Bodyguard – libretto di Alexander Dinelaris, musiche e testi di AA.VV.

- 2014[3]
  - The Book of Mormon – libretto, musiche e testi di Trey Parker, Robert Lopez e Matt Stone
  - Charlie and the Chocolate Factory – libretto di David Greig, musiche e testi di Marc Shaiman e Scott Wittman
  - Once – libretto di Enda Walsh, musiche e testi di Glen Hansard e Markéta Irglová
  - The Scottsboro Boys – libretto di David Thompson, musiche di John Kander, testi di Fred Ebb

- 2015[4]
  - Sunny Afternoon – libretto di Joe Penhall, musiche e testi di Ray Davies
  - Beautiful– libretto di Douglas McGrath, musiche e testi di Gerry Goffin, Carole King, Barry Mann e Cynthia Weil
  - Here Lies Love – libretto e testi di David Byrne, musiche di David Byrne e Fatboy Slim
  - Memphis – libretto di Joe DiPietro, musiche di David Bryan, testi di David Bryan e Joe DiPietro

- 2016[5]
  - Kinky Boots – libretto di Harvey Fierstein, musiche e testi di Cyndi Lauper
  - Bend It Like Beckham the Musical – libretto di Gurinder Chadha e Paul Mayeda Berges, musiche di Howard Goodall, testi di Charles Hart
  - In the Heights – libretto di Quiara Alegría Hudes, musiche e testi di Lin-Manuel Miranda
  - Mrs Henderson Presents – libretto di Terry Johnson, musiche di George Fenton e Simon Chamberlin, testi di Don Black

- 2017[6]
  - Groundhog Day – libretto di Danny Rubin, musiche e testi di Tim Minchin
  - Dreamgirls – libretto e testi di Tom Eyen, musiche di Henry Krieger
  - The Girls – libretto, musiche e testi di Tim Firth e Gary Barlow
  - School of Rock the Musical – libretto di Julian Fellowes, musiche di Andrew Lloyd Webber, testi di Glenn Slater
- 2018[7]
  - Hamilton - libretto, musiche e testi di Lin-Manuel Miranda
  - An American in Paris - libretto di Craig Lucas, musiche di George Gershwin, testi di Ira Gershwin
  - Everybody's Talking About Jamie - libretto e testi di Tom MacRae, musiche di Dan Gillespie Sells
  - Girl from the North Country - libretto di Conor McPherson, musiche e testi di Bob Dylan
  - Young Frankenstein - libretto di Mel Brooks e Thomas Meehan, musiche e testi di Mel Brooks
- 2019[8]
  - Come from Away - libretto, musiche e testi di David Hein e Irene Sankoff
  - Fun Home - libretto e testi di Lisa Kron, musiche di Jeanine Tesori
  - Six - libretto, musiche e testi di Toby Marlow e Lucy Moss
  - Tina - libretto e musiche di Katori Hall, Frank Ketelaar e Kees Prins, testi di Tina Turner

### Anni 2020
- 2020[9][10]
  - Dear Evan Hansen - libretto di Steven Levenson, musiche di Justin Paul e testi di Benj Pasek
  - & Juliet - libretto di David West Read, musiche e testi di Max Martin
  - Amélie - libretto di Craig Lucas, musiche di Daniel Messé, testi di Daniel Messé e Nathan Tysen
  - Waitress - libretto di Jessie Nelson, musiche e testi di Sara Bareilles
- 2022[11][12]
  - Back to the Future: The Musical - libretto di Bob Gale e Robert Zemeckis, musiche di Alan Silvestri, testi di Glen Ballard
  - The Drifters Girl - libretto di Ed Curtis e Tina Treadwell, musiche e testi di AA.VV.
  - Frozen - libretto di Jennifer Lee, musiche e testi di Kristen Anderson-Lopez e Robert Lopez
  - Get Up, Stand Up! The Bob Marley Musical - libretto di Lee Hall, musiche e testi di Bob Marley
  - Moulin Rouge! The Musical - libretto di John Logan, musiche e testi di AA.VV.
- 2023[13][14]
  - Standing at the Sky's Edge - libretto di Chris Bush, musiche e testi di Richard Hawley
  - The Band's Visit - libretto di Itamar Moses, musiche e testi di David Yazbek
  - Sylvia - libretto di Kate Prince e Priya Parmer, musiche di Kate Prince, testi di Josh Cohen e D. J. Waldie
  - Tammy Faye - libretto di James Graham, musiche di Elton John, testi di Jake Shears
- 2024[15][16]
  - Operation Mincemeat - libretto, musiche e testi di David Cumming, Felix Hagan, Natasha Hodgson e Zoë Roberts
  - The Little Big Things - libretto di Joe White, musiche di Nick Butcher, testi di Nick Butcher e Tom Ling
  - Next to Normal - libretto di Brian Yorkey, musiche di Tom Kitt, testi di Brian Yorkey
  - A Strange Loop - libretto, musiche e testi di Michael R. Jackson